# Fuad Reveiz
Fuad Reveiz (nacido el 24 de febrero de 1963 en Bogotá, Colombia) es un exjugador de fútbol americano, que jugó en la posición de placekicker para los equipos de la National Football League, Miami Dolphins, San Diego Chargers y Minnesota Vikings.
En 1974 sus padres se trasladaron a la ciudad de Miami, Florida. Jugó para el equipo Miami Sunset Senior High, siendo seleccionado como uno de los mejores jugadores del nivel de preparatoria en Miami por el Miami Herald. Debido a su confiabilidad en field goals de rango medio, fue apodado "Fuad-o-matic". 
Fue a estudiar a la Universidad de Tennessee, jugando para el equipo de fútbol americano universitario de Tennessee, los Voluntarios de 1981 a 1984. George Cafego, el legendario entrenador principal de los Voluntarios no podía mencionar su nombre correctamente, por lo que durante toda su estadía en Tennessee le llamó "Frank" (siempre al tener que intentar un despeje o un gol de campo siempre le dijo "Frank, let's go"), llamándole por su nombre solo en el último partido de Reveiz como universitario (le dijo "Fuad, go kick it")
Fue seleccionado en el Draft de 1985 por los Miami Dolphins, siendo liberado en 1988. Dejó de jugar un año y después firmó un contrato con San Diego en 1990, siendo transferido a Minnesota en esa misma temporada, terminando su carrera deportiva con los Vikings.
Logró acertar 188 field goals y 367 extra points a lo largo de sus 11 años de carrera profesional en la NFL y fue seleccionado al Pro Bowl en 1993 y es el latino pateador con más goles de campo. 
Reside en Knoxville, Tennessee. Tiene tres hijos: Bryanna, Shane y Nick. 
Fue seleccionado al Greater Knoxville Sports Hall of Fame en 2007.